# Иван Миронов
Иван Борисович Миронов (на руски: Иван Борисович Миронов) e руски политик и писател.
Заместник-председател на партията Руски общонароден съюз. Бивш високопоставен член на Конгреса на руските общности – организация, която се грижи за руснаците по света.

## Биография
Роден е на 5 януари 1981 година в Москва. Негов баща е Борис Миронов – бивш председател на Държавната комисия в Русия, председател на Национално-суверенната партия на Русия, който през октомври 2004 година е обявен за федерално издирване по обвинения в антисемитизъм. Завършва Московския държавен педагогически университет.
Има твърдения, че в периода от 2000 до 2001 година, Миронов заедно с баща си изгарят ритуално „жидовско гей порно“ и „содомска“ литература. През 2001 година започва работа като журналист във вестник „Утре“.
През 2002 година Миронов започва работа в апарата на Държавната дума, където е секретар на Народно-патриотичния съюз на Русия (НПСР). За този период Миронов взема участие в дейността на Конгреса на руските общности (КРО), по-късно е избран за член на изпълнителния комитет на организацията.
През март 2005 година Миронов е обявен за федерално издирване, по обвинение за покушение на бившия ръководител на енергийното дружество „ЕЕС Росия“ Анатолий Чубайс. На 11 декември 2006 година съдът в Москва му издава заповед за арест, той е обвинен в опит за убийство и незаконно притежание на оръжие.

## Творби
Съчинения
- Роковая сделка: как продавали Аляску. (2007), ISBN 978-5-9265-0424-5
- Замурованные: Хроники Кремлёвского централа. (2009), ISBN 978-5-9697-0765-8
- Родина имени Путина. (2012), ISBN 978-5-4438-0008-0